# Gare de Croy-Romainmôtier
La gare de Croy-Romainmôtier est une gare ferroviaire située sur le territoire de la commune suisse de Romainmôtier-Envy dans le canton de Vaud.

## Situation ferroviaire
Établie à 641,76 mètres d'altitude, la gare de Croy-Romainmôtier est située au point kilométrique 33,70 de la ligne de Cossonay-Penthalaz à Vallorbe, entre les gares de Arnex (en direction de Lausanne) et Bretonnières (vers Vallorbe).
Elle est dotée de deux voies bordées par deux quais latéraux ainsi qu'une voie en impasse accessible en provenance de Vallorbe et deux voies de service.

## Histoire
La gare de Croy-Romainmôtier a été mise en service en 1870 en même temps que l'inauguration de la ligne de Cossonay-Penthalaz à Vallorbe.

## Service des voyageurs

### Accueil
Gare des CFF, elle dispose d'un bâtiment voyageurs et d'un automate pour l'achat de titres de transport. Un passage souterrain sous les voies permet de circuler entre les deux quais. À proximité directe de la gare se situe également un parc relais de 34 places dédié au stationnement des automobiles.
La gare n'est pas accessible aux personnes à mobilité réduite.

### Desserte
La gare fait partie du réseau RER Vaud qui assure des liaisons rapides à fréquence élevée dans l'ensemble du canton de Vaud. Croy-Romainmôtier est desservie chaque heure par les lignes S3 et S4 qui relient Vallorbe et/ou Le Brassus (pour la ligne S4) à Aigle, voire Saint-Maurice.

### Intermodalité
La gare de Croy-Romainmôtier est en correspondance à l'arrêt Croy-Romainmôtier, gare avec les lignes interurbaines CarPostal no 683 reliant Orbe à Vaulion, prolongée le week-end vers le Mont d'Orzeires à Vallorbe via la gare de Le Pont et no 684 reliant la gare de Croy-Romainmôtier à La Praz via Juriens.